# Taylor Gold
Taylor Gold (* 17. November 1993 in Steamboat Springs) ist ein US-amerikanischer Snowboarder. Er startet in der Disziplin Halfpipe.

## Werdegang
Gold nimmt seit 2007 an Wettbewerben der Ticket to Ride World Snowboard Tour teil. Dabei holte er im Februar 2009 bei der Revolution Tour am Mount Hood und im Januar 2010 bei der Burton AM Series in Winter Park seine ersten Siege. Bei den Snowboard-Weltmeisterschaften 2011 in La Molina belegte er den 43. Platz auf der Halfpipe und den 24. Rang im Big Air Wettbewerb. Im April 2011 wurde er nationaler Meister auf der Halfpipe. Bei den Snowboard-Juniorenweltmeisterschaften 2011 in Valmalenco gewann er Silber. Sein erstes FIS-Weltcuprennen fuhr er zum Beginn der Saison 2011/12 in Cardrona, welches er auf den achten Rang beendete. Bei den Snowboard-Weltmeisterschaften 2013 in Stoneham kam er auf den 20. Platz. Im Dezember 2014 belegte er den dritten Platz bei der Winter Dew Tour in Breckenridge und gewann eine Woche später beim U.S. Snowboarding Grand Prix und FIS-Weltcuprennen in Copper Mountain. Bei seiner ersten Olympiateilnahme 2014 in Sotschi erreichte er den 14. Platz. Im März 2014 siegte er bei den Burton US Open 2014 in Vail und beendete die Saison auf den vierten Rang in der World Snowboard Tour Halfpipewertung. Zu Beginn der Saison 2014/15 gewann er beim U.S. Snowboarding Grand Prix in Copper Mountain, bei der Winter Dew Tour in Breckenridge und beim FIS-Weltcuprennen in Copper Mountain. Im März 2015 belegte er beim U.S. Snowboarding Grand Prix und FIS-Weltcuprennen in Park City den zweiten Rang und beendete die Saison auf dem dritten Platz in der FIS-Freestylegesamtwertung und dem ersten Rang zusammen mit Zhang Yiwei in der FIS-Halfpipewertung. Bei den Winter-X-Games 2017 in Aspen holte er die Bronzemedaille. In der Saison 2019/20 errang er mit Platz drei in Laax und Platz zwei in Mammoth, den 17. Platz im Freestyle-Weltcup und den siebten Platz im Halfpipe-Weltcup. Bei den Winter-X-Games 2020 wurde er Sechster, den Winter-X-Games 2021 Vierter und bei den Snowboard-Weltmeisterschaften 2021 Achter. In der Saison 2021/22 belegte er bei der Winter Dew Tour in Copper Mountain den zweiten Platz und bei den Olympischen Winterspielen 2022 in Peking den fünften Rang.